# Lieja-Bastoña-Lieja 1974
La Lieja-Bastogne-Lieja 1974 fue la 60.ª edición de la clásica ciclista Lieja-Bastoña-Lieja. La carrera se disputó el domingo 21 de abril de 1974, sobre un recorrido de 246 km. 
El vencedor final fue el belga Georges Pintens (M.I.C.) consiguió la victoria, imponiéndose a su compatriota Walter Planckaert (Maes Pils-Watney). El tercer, quinto y séptimo clasificadfo no fuerton asignados. Esto se debió a que tanto los belgas Ronald De Witte y Wilfried David del Carpenter, y el francés Raymond Delisle del Peugeot-BP-Michelin, fueron descalificados por haber dado positivo por dodaje. Crónica de Mundo Deportivo

## Clasificación final
| Posición | Ciclista          | Equipo                  | Tiempo   |
| -------- | ----------------- | ----------------------- | -------- |
| SQ       | Ronald De Witte   | Carpenter               | 6h23'00" |
| 1        | Georges Pintens   | M.i.c.-De Gribaldy-Ludo | 6h23'00" |
| 2        | Walter Planckaert | Maes Pils-Watney        | a 2'00"  |
| 3        | sin asignar       |                         |          |
| 4        | Wladimiro Panizza | Brooklyn                | s.t.     |
| 5        | Wilfried David    | Carpenter               | s.t.     |
| 6        | Ronny Van Marcke  | M.i.c.-De Gribaldy-Ludo | s.t.     |
| 7        | Raymond Delisle   | Peugeot-BP-Michelin     | s.t.     |
| 8        | Ferdinand Bracke  | Maes Pils-Watney        | s.t.     |
| 9        | Freddy Maertens   | Carpenter               | a 5'53"  |
| 10       | Frans Verbeeck    | Maes Pils-Watney        | s.t.     |